# Colette Magny
Colette Magny (31. října 1926 – 12. června 1997) byla francouzská zpěvačka. Narodila se v Paříži a v letech 1948 až 1962 pracovala v Organizaci pro hospodářskou spolupráci a rozvoj. Ke konci působení v této funkci se stala šansoniérkou. Během své kariéry vydala řadu alb. V roce 1984 získala italské ocenění Premio Tenco.